# Cmentarz żydowski w Opolu
Cmentarz żydowski w Opolu – kirkut społeczności żydowskiej, znajduje się przy ul. Granicznej w Opolu.

## Historia
Został założony na terenie Nowej Wsi Królewskiej w 1822, to jest w dziesięć lat po powstaniu w tym mieście gminy żydowskiej. Wcześniej mieszkający w Opolu Żydzi zmuszeni byli do korzystania z cmentarza mieszczącego się na terenie Białej Prudnickiej, która była siedzibą ich macierzystej gminy. Gdy w 1812 doszło do równouprawnienia Żydów na Śląsku, społeczność żydowska w Opolu liczyła 48 osób. W tymże roku przedstawiciele 12 rodzin żydowskich założyli samodzielną gminę i rozpoczęli starania o uruchomienie własnego cmentarza i synagogi. 3 lipca 1816 Magistrat Opola wyraził zgodę na urządzenie cmentarza żydowskiego z zaleceniem jego lokalizacji poza miastem. Propozycja gminy żydowskiej na umiejscowienie cmentarza w odległości 2,5 km na południe od ówczesnych granic miasta uzyskała akceptację władz dnia 16 lutego 1817 Magistrat Opola wydał wówczas zgodę na zakup od rolnika Józefa Kurpiersa terenu mieszczącego się na gruntach wsi Nowa Wieś Królewska. Pierwszego pogrzebu na opolskim cmentarzu żydowskim dokonano jesienią 1821, kiedy to pochowano na nim nauczyciela Gimpela Poznera. Nastąpiło to jeszcze przed oficjalnym otwarciem cmentarza, które odbyło się w 1822 r. Ówczesny cmentarz był niewielki, zajmował teren obecnej kwatery I, tj. ok. 0,12 ha.  W 1866 od rolnika B. Dudy odkupiono 0,43 ha i utworzono kwaterę II, a na przełomie XIX i XX wieku dołączono III kwaterę.
W okresie międzywojennym cmentarz znowu się zapełnił i gmina żydowska kupiła od miasta działkę na cmentarzu komunalnym na Półwsi, jednak trzy lata później musiała odsprzedać jej połowę pod kwatery wojskowe, a w 1939 również resztę.
Ostatni pochówek na opolskim kirkucie odbył się w 1940 roku. II wojna światowa nie przyniosła wielu zniszczeń. Po wojnie cmentarz przejęła gmina żydowska z Wrocławia i zatrudniła dozorcę oraz wyremontowała dom pogrzebowy. Po 1957, kiedy zmarł opiekun nekropolii, zaczął on niszczeć. W 1963 cmentarz oficjalnie zamknięto. W 1969 r. oddzielono z cmentarza część terenu od ul. Józefa Walecki z domem przedpogrzebowym, kostnicą i mieszkaniem stróża. Po ich zburzeniu wybudowano tam budynek mieszkalny oraz warsztaty. W latach 1976–1977 wybudowano południową i zachodnią część murowanego ogrodzenia oraz nową bramę wejściową od strony ul. Granicznej.
Na powierzchni 0,3 hektara zachowało się około 150 nagrobków, z których najstarszy pochodzi z 1840 roku (Margaliot Schnitzer, babka Emina Paszy). Cmentarz jest swoistym panteonem opolskich Żydów. Spoczywają na nim obok siebie rabini, kupcy, lekarze, aptekarze, adwokaci, przedsiębiorcy. W kwaterze nr I dominują tradycyjne macewy z inskrypcjami w języku hebrajskim, w kwaterze II więcej jest płyt nagrobnych z napisami hebrajsko-niemieckimi lub tylko niemieckimi. Materiałem budowlanym jest biały marmur nieżyłkowy, granit szary i czarny, w mniejszych ilościach czarny bazalt, a te najmłodsze wykonano z materiałów sztucznych.
W sierpniu 2005 roku z inicjatywy Fundacji Ochrony Dziedzictwa Żydowskiego w Polsce grupa młodzieży z Niemiec, Izraela i Polski przeprowadziła prace porządkowe na cmentarzu w Opolu.